# Jan Šrámek
Jan Šrámek, né le 8 novembre 1870 à Grygov et mort le 22 avril 1956 à Prague, est un ecclésiastique et homme politique tchécoslovaque. Il est Premier ministre du gouvernement tchécoslovaque en exil de juillet 1940 à avril 1945.

## Biographie
Il fonde en 1919 le Parti populaire tchécoslovaque et en devient le président. De 1921 à 1922, il est ministre des Transports. En 1925, il prend ses distances avec le Vatican qui condamne la commémoration officielle par le pouvoir tchèque de l'anniversaire de la mort de Jan Hus. Il est de 1925 à 1926 iministre des postes et télégraphes, d'octobre 1926 à janvier 1927 ministre de la santé et de l'éducation physique dans le gouvernement d'Antonín Švehla et de 1926 à 1929 ministre de la sécurité sociale. Il est de décembre 1929 à 1938 ministre de l'unification.
Avec son parti, il condamne les accords de Munich. Il dirige le gouvernement tchécoslovaque en exil à Londres du 21 juillet 1940 au 5 avril 1945. Du 5 avril 1945 au 25 février 1948, il est nommé vice-Premier ministre de Tchécoslovaquie sous la présidence d'Edvard Beneš. A la prise du pouvoir des communistes en février 1948, son parti est interdit, et il se retire de la vie politique.